# Aybak
Aybak (Perzisch:ابک) is de hoofdstad van provincie Samangan, in het noorden van Afghanistan. De meerderheid van de bevolking wordt gevormd door Tadzjieken.